# Ramon Bosc
Ramon Bosc (Reus, siglo XIV- 1416) sacerdote y escritor español en latín. 
Se le conoce por el inventario de sus bienes y manuscritos, que según Juan Corminas, se encuentran en la Comuna Prioral de Reus.

## Obras
- Martiniana super cronicis disgestis romanorum.